# Carrie Steinseifer
Carrie Steinseifer (Saratoga, Kalifornija, 12. veljače 1968.) je bivša američka plivačica.
Dvostruka je olimpijska pobjednica u plivanju, a 1999. godine primljena je u Kuću slavnih vodenih sportova.